# (35759) 1999 HQ
1999 HQ (asteroide 35759) é um asteroide da cintura principal. Possui uma excentricidade de 0.19426640 e uma inclinação de 2.49150º.
Este asteroide foi descoberto no dia 17 de abril de 1999 por Frank B. Zoltowski em Woomera.